# Aristobule de Cassandréia
Pour les articles homonymes, voir Aristobule.
Aristobule de Cassandréia (en grec ancien ᾽Αριστόβουλος / Aristoboulos), né vers 380 av. J.-C., mort vers 290, est un historien grec, contemporain d’Alexandre le Grand et des diadoques. Il a rédigé des Mémoires, aujourd'hui perdues, source historique de premier plan au sujet des conquêtes d’Alexandre dont s'est notamment inspiré Arrien dans l’Anabase.

## Biographie
Peut-être natif de Phocide, Aristobule est ingénieur et architecte dans l’armée macédonienne pendant toutes les campagnes d'Asie. Il est un ami proche d'Alexandre le Grand, jouissant de sa confiance[réf. nécessaire]. Il est chargé de la réparation du tombeau de Cyrus le Grand, à Pasargades.
Après la mort d’Alexandre en 323 av. J.-C., il retourne en Macédoine et s’installe dans la cité de Cassandréia, fondée par synœcisme sur le site de l'ancienne Potidée en 316. Il écrit ensuite Les Mémoires, un récit principalement géographique et ethnologique. Son œuvre ne survit qu'en étant citée par d'autres auteurs, qui peuvent ne pas tous avoir fidèlement retranscrit le travail original. Son travail a largement inspiré Arrien. Plutarque l'a également utilisé comme référence.
Il serait mort à l’âge de 90 ans.

## LesMémoires

### Une histoire des conquêtes d'Alexandre
À l'âge de 84 ans, Aristobule entreprend de publier un récit de la conquête d'Alexandre le Grand bien qu'il commence visiblement à en rédiger un compte-rendu dès le règne d'Alexandre. La datation est néanmoins controversée, plusieurs savants supposent qu'il a dû attendre la mort de Cassandre pour écrire ses Mémoires plutôt favorables à Alexandre,. Publiées dans la période de 305 à 295 av. J.-C., ses Mémoires et celles de Ptolémée inspirent plus tard Arrien dans l’Anabase et Plutarque dans la Vie d'Alexandre. Elles représentent une tradition historique différente de celle de Clitarque (dont est issue la Vulgate d'Alexandre), même si ce dernier semble avoir consulté l'ouvrage d'Aristobule au moment d'achever la dernière partie de son Histoire d'Alexandre. Considéré comme un témoin digne de foi par les anciens et les modernes, malgré quelques affabulations, Aristobule a pu rendre compte de la complexité des opérations militaires menées par Alexandre. Son œuvre est souvent citée par Athénée dans les Deipnosophistes, par Strabon dans la Géographie (surtout pour les descriptions de l’Orient et de l'Inde) ainsi que par Plutarque dans sa  Vie Alexandre. Arrien montre dans la préface de l’Anabase le crédit qu'il accorde à Aristobule :

« Dans l'ouvrage qu’ils ont consacré chacun à Alexandre, fils de Philippe, il y a des passages où Ptolémée fils de Lagos, et Aristobule fils d’Aristobule, sont tous deux d'accord : ces passages-là, je les suivrai dans mon récit comme entièrement véridiques ; mais, où ils divergent, je choisirai la version qui me paraîtra la plus digne à la fois d'être crue et d'être mentionnée. Il existe, c'est certain, des ouvrages variés sur Alexandre, et il n'y a pas un personnage qui ait suscité plus d'historiens et de témoignages contradictoires ; mais Ptolémée et Aristobule m'ont semblé les plus dignes de foi dans leur exposé des faits, l'un Aristobule, parce qu'il a pris part à l'expédition du roi Alexandre, l'autre Ptolémée, parce qu'il a non seulement pris part à l'expédition mais que, roi lui-même, il était plus déshonorant pour lui de mentir ; en outre, vu qu'ils ont écrit tous les deux après la mort d'Alexandre, déformer les faits n'était pour eux ni une nécessité ni une source de profit. »

### Critiques
L'œuvre d'Aristobule a parfois été jugée dans l'Antiquité comme étant trop favorable à Alexandre, et même assimilée à de la flatterie. Si Aristobule constitue sans doute une source riche et fiable, nul doute cependant qu'il eut à cœur de défendre la figure d'un roi que des pamphlets ont attaqué après sa mort. Selon Lucien de Samosate, Aristobule aurait par exemple inventé l'épisode du combat singulier entre Alexandre et Pôros à la bataille de l'Hydaspe:

« C'est ainsi qu'Aristobule, ayant décrit le combat singulier d'Alexandre et de Poros, et lisant spécialement au roi ce morceau de son ouvrage, dans l'espoir qu'il lui concilierait surtout la faveur du prince, en raison des mensonges qu'il avait inventés pour rehausser la gloire d'Alexandre, et de l'exagération qu'il avait donnée à ses exploits réels, le roi prit le livre et le jeta dans l'Hydaspe, sur lequel ils se trouvaient naviguer, ajoutant : Je devrais, Aristobule, t'y jeter aussi la tête la première, pour t'apprendre à me faire soutenir de pareils combats et tuer des éléphants d'un seul coup de javelot. »

### Sources antiques
- Fragments des Mémoires : Felix Jacoby, Fragmente der griechischen Historiker, II B, 139, 1923-1930.
- Émile Chambry, Émeline Marquis, Alain Billault et Dominique Goust (trad. du grec ancien par Émile Chambry), Lucien de Samosate : Œuvres complètes, Paris, Éditions Robert Laffont, coll. « Bouquins », 2015, 1248 p. (ISBN 978-2-221-10902-1, BNF 44260812), « Comment il faut écrire l'histoire ».
- Émile Chambry, Émeline Marquis, Alain Billault et Dominique Goust (trad. du grec ancien par Émile Chambry), Lucien de Samosate : Œuvres complètes, Paris, Éditions Robert Laffont, coll. « Bouquins », 2015, 1248 p. (ISBN 978-2-221-10902-1, BNF 44260812), « Exemples de longévité ».